# Kirche Cavertitz

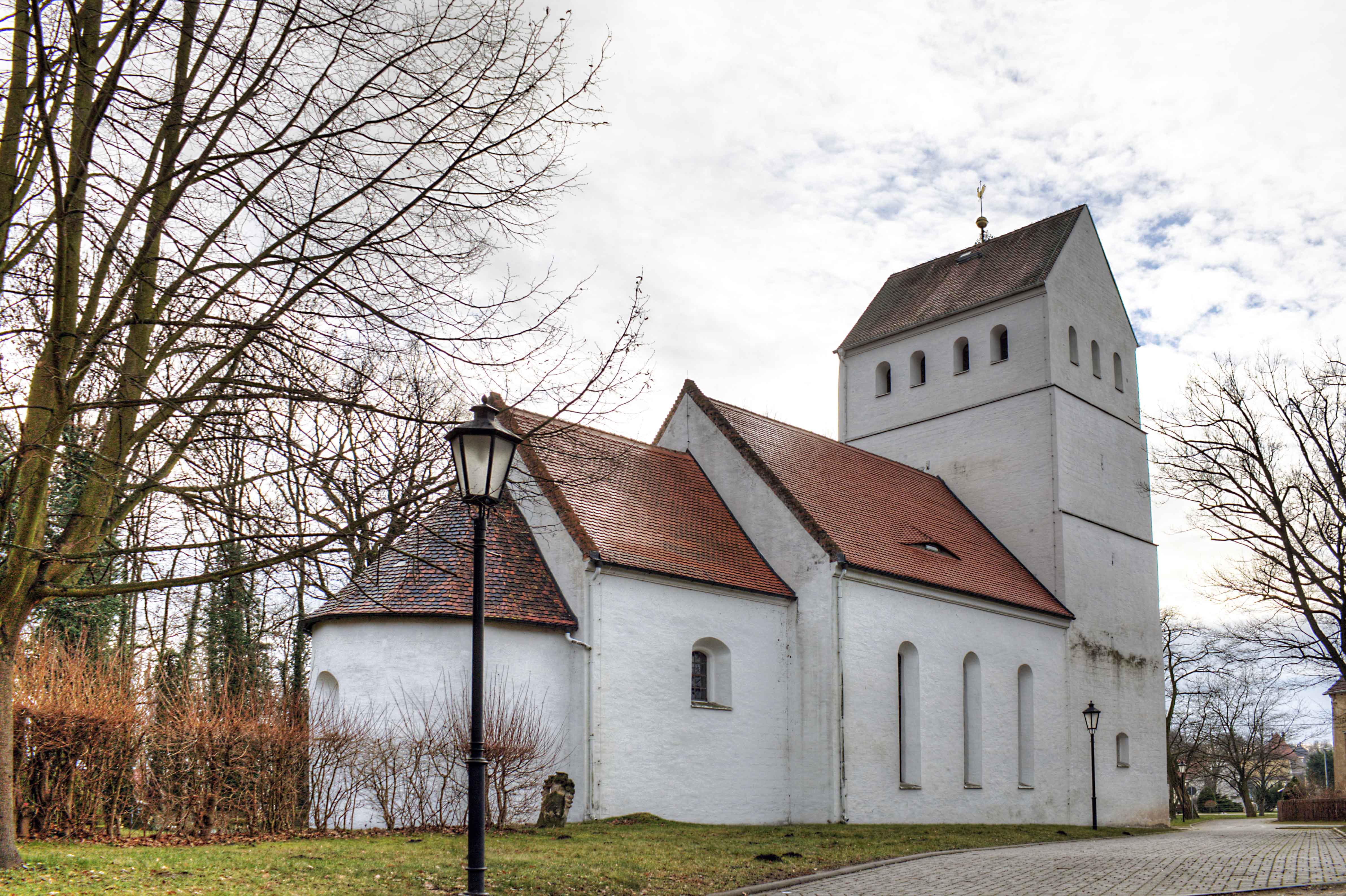
Kirche Cavertitz

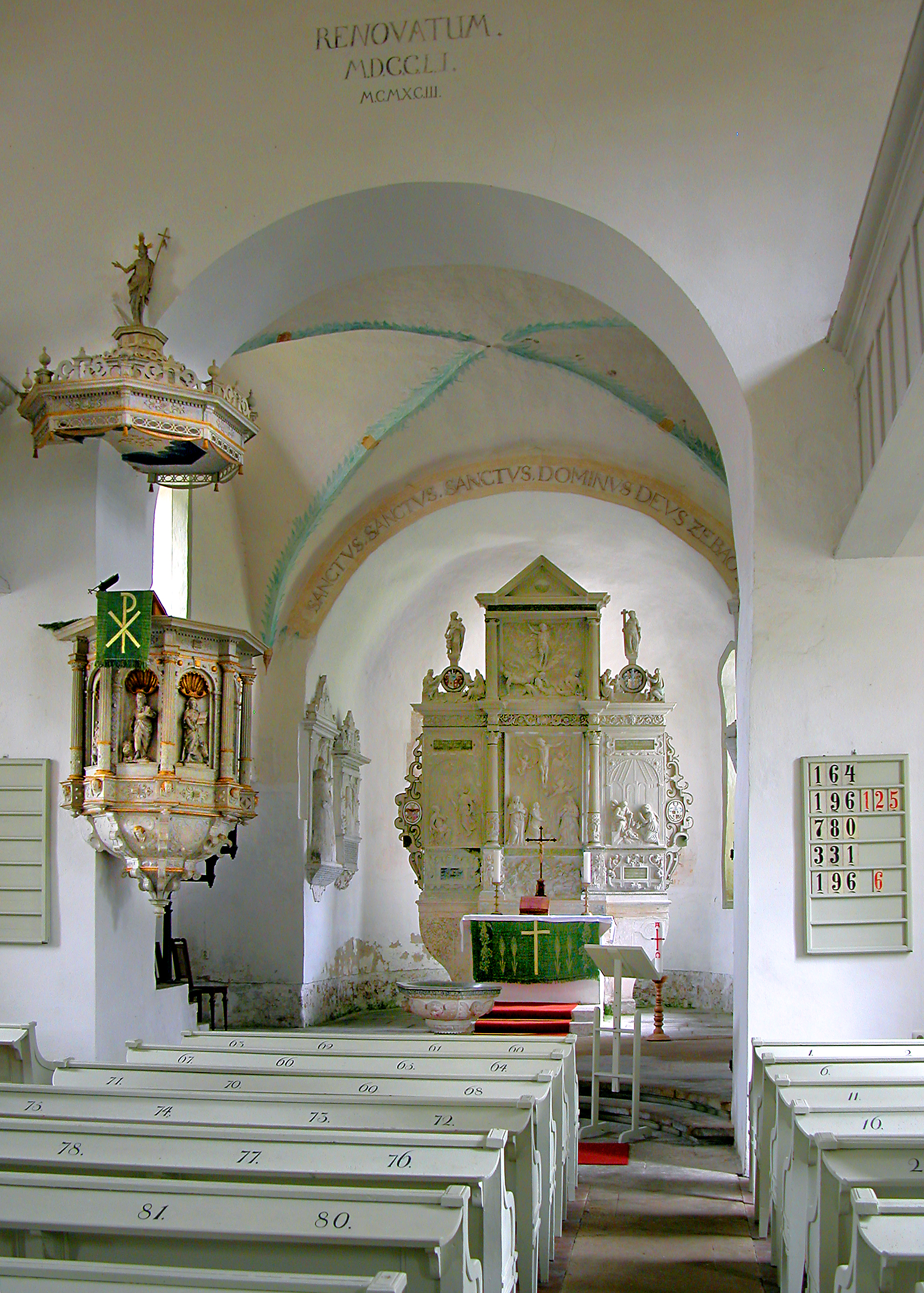
Innenansicht

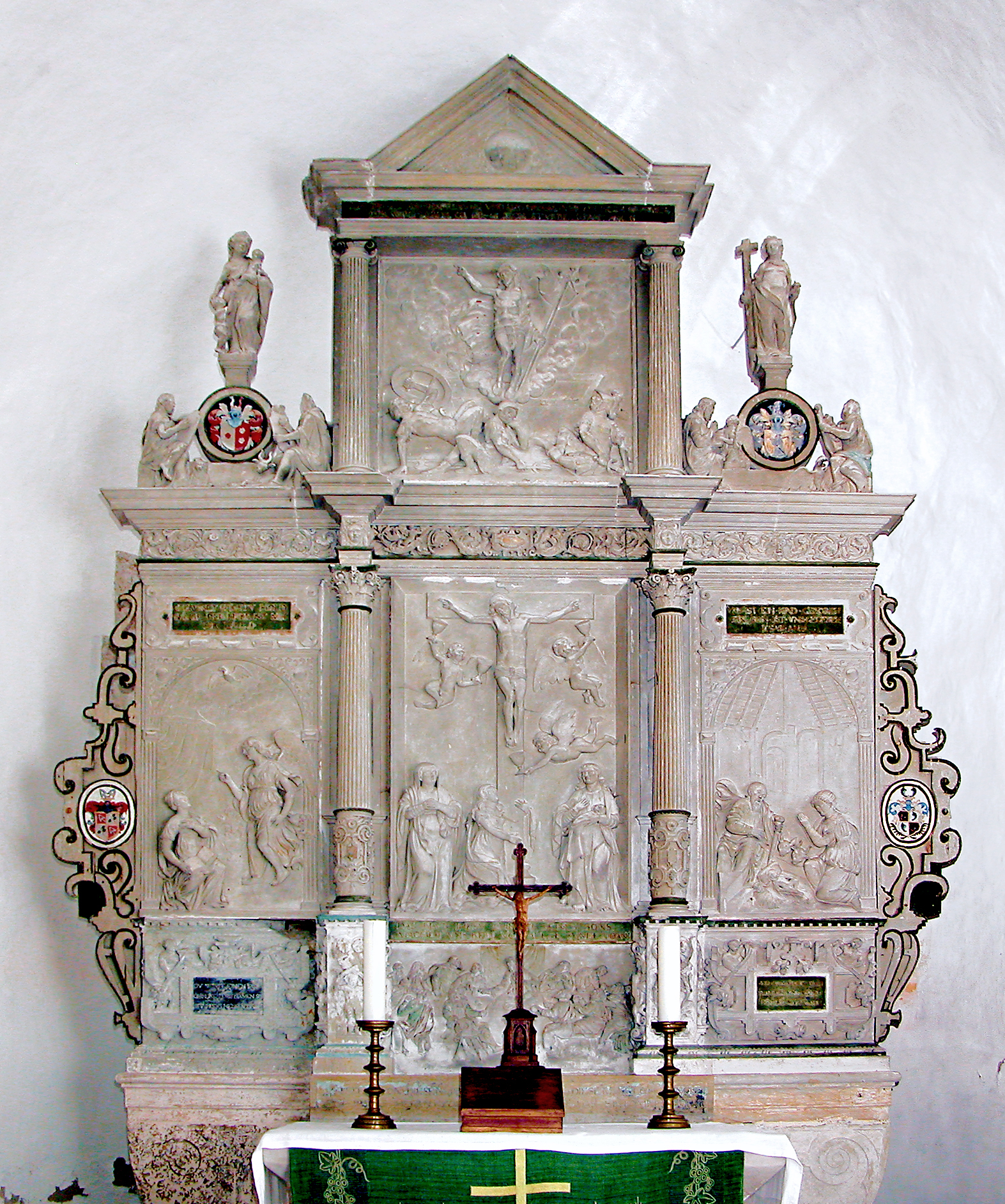
Altar

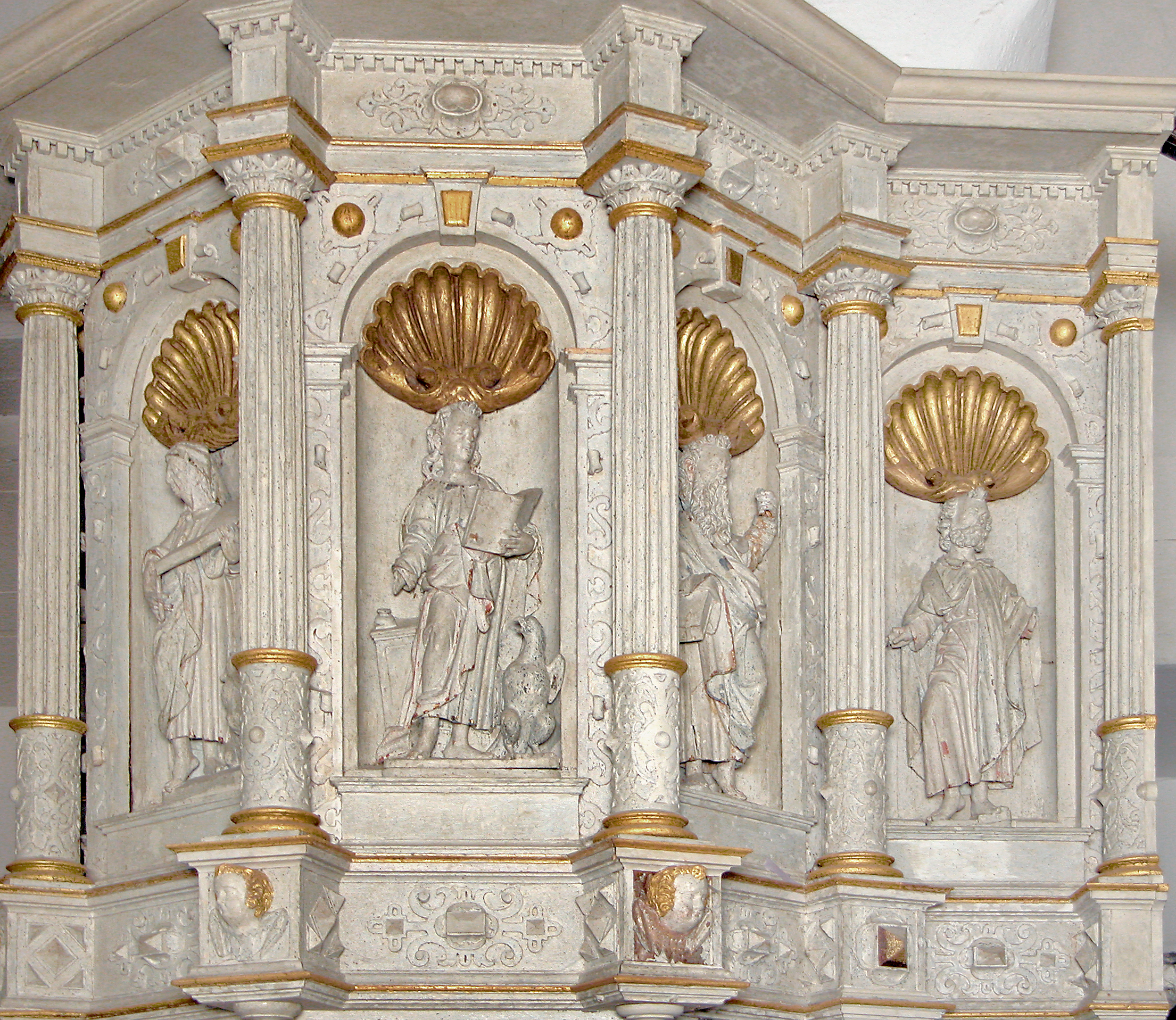
Kanzel

Die evangelische Kirche Cavertitz ist eine romanische Saalkirche in Cavertitz im Landkreis Nordsachsen in Sachsen. Sie gehört zur Kirchengemeinde Oschatzer Land im Kirchenbezirk Leisnig-Oschatz der Evangelisch-Lutherischen Landeskirche Sachsens.

## Geschichte und Architektur
Die romanische Saalkirche wurde um 1200 als vollständige Anlage mit Apsis, Chor, Schiff und kräftigem Querwestturm erbaut. Umbauten wurden in den Jahren 1797 und 1825 vorgenommen, eine Innen- und Außenrestaurierung erfolgte 1988–1993. Das Bauwerk ist ein verputzter Bruchsteinbau mit eingezogenem Chor und Apsis, an der Südseite ist eine querschiffartige Erweiterung angebaut. Der Turm hat die Breite des Saales und wird durch schmale Gesimse gegliedert; im Glockengeschoss ist er durch kleine Rundbogenfenster geöffnet.
Die zweijochige Turmhalle ist mit Kreuzgratgewölben geschlossen und durch zwei Bögen zum flachgedeckten Emporensaal geöffnet. Der Triumphbogen führt zum Chor mit Kreuzgratgewölbe, dessen Grate bemalt sind; der Apsisbogen zeigt ein gemaltes Spruchband. In der querschiffartigen Erweiterung befindet sich die Sakristei mit einem Kreuzgratgewölbe, darüber die Herrschaftsloge. In der Wand ist ein Renaissancebogen erhalten.

## Ausstattung
Das Hauptstück der Ausstattung ist ein künstlerisch wertvoller, zweigeschossiger Epitaphaltar aus Sandstein für Ester von Schleinitz, geborene von Einsiedel († 1584). Der Aufbau ist mit fein gestalteten Relieftafeln durch korinthische und ionische Säulen übersichtlich gegliedert. In der Predella ist das Abendmahl dargestellt, darüber dominierend die Kreuzigung, zu beiden Seiten die Verkündigung und die Geburt Christi; im Auszug die Auferstehung, die von den Personifikationen von Glaube und Liebe gerahmt wird. Die Ornamente sind als Beschlag- und Rollwerk, Grotesken und Akanthus meisterhaft gestaltet; das Werk wurde um 1580 geschaffen und wird Aegidius de Bruigt (vielleicht Egidius de Brugk aus Freiberg) zugeschrieben.
Die prachtvolle Holzkanzel mit reichem Beschlagwerk stammt aus der Zeit um 1600. In den Brüstungsfeldern sind zwischen toskanischen Säulen die Figuren der Evangelisten zu sehen, auf dem Schalldeckel der Salvator.
Die ungewöhnlich gestaltete Taufe zeigt einen aufrecht sitzenden Löwen mit dem Allianzwappen derer von Schleinitz in den Pranken, der auf dem Kopf eine achteckige Schale mit Engelköpfen zeigt; sind ist zwischen 1584 und 1593 entstanden. Das Taufbecken aus Zinn mit Oschatzer Beschau und Werkstattwappen ist mit der Jahreszahl 1617 versehen.
Die Orgel ist ein Werk von Jehmlich aus dem Jahr 1903 mit 16 Registern auf zwei Manualen und Pedal.
Mehrere Grabdenkmale sind erhalten:
- für Esther von Schleinitz († 1584), mit einer knienden Darstellung des verstorbenen Kindes vor dem Kruzifix; hinter einer Brüstung ist Johannes Evangelista auf den Altar deutend dargestellt,
- für den Pastor Johann Gottlob Dietrich († 1755), mit einem Sockel mit reichem Rokoko-Ornament und einer weiblichen Gestalt mit einem weinenden Engel zu Füßen, einen zerbrochenen Kelch und das Tuch mit Inschrift haltend,
- für Maria Magdalena Berger († 1761) mit einer weinenden jungen Frau, die sich auf eine Inschrifttafel stützt.